# Ева Самкова
Ева Самкова (чеськ. Eva Samková; нар. 28 квітня 1993) — чеська сноубордистка, олімпійська чемпіонка. 
Золоту олімпійську медаль та звання олімпійської чемпіонки Самкова здобула на Іграх 2014 року в Сочі в сноубордкросі. 
Характерною особливістю Самкової на змаганнях є мальовані вуса.